# Rot-Weiss Frankfurt
Die SG Rot-Weiss Frankfurt 01 ist ein Fußballverein in Frankfurt am Main. Er entstand durch mehrere Fusionen von Vereinen aus den Frankfurter Stadtteilen Bockenheim und Gallus, deren früheste im Jahr 1901 gegründet wurden. 1926 trat der Verein erstmals unter dem Namen Rot-Weiß Frankfurt in Erscheinung, um 1930 kam er zu ersten überregionalen Erfolgen. Nach dem Zweiten Weltkrieg spielte Rot-Weiss 1947/48 nochmals in der obersten Spielklasse; seither war die Mannschaft, die ihre Heimspiele seit 1940 im Stadion am Brentanobad austrägt, meist in den oberen Ligen des Hessischen Fußballverbandes präsent. Die größten sportlichen Erfolge waren zuletzt die Meisterschaften in der Oberliga Hessen 1968 und 1990. Des Weiteren gewannen die „Roten“ viermal (1971, 1974, 1989 und 1992) den Hessenpokal.

## Vorgängervereine und Fusionsgeschichte
Die Wurzeln von Rot-Weiss reichen – wie auch die der beiden großen Frankfurter Vereine – in das Jahr 1899 zurück. Damals entstand mit dem 1. Bockenheimer FC 1899 der erste Bockenheimer Verein, der wie viele andere Fußballmannschaften seine Spiele auf der Hundswiese austrug. Dieser Verein löste sich allerdings schon nach zwei Jahren mangels Mitgliedern auf, einige der verbliebenen Spieler gehörten am 11. November 1901 zu den Gründern des FV Amicitia 1901 Bockenheim. Dieser Tag gilt auch als Gründungsdatum des heutigen Vereins SG Rot-Weiss. 1909 entschloss man sich zu einer Fusion mit dem aus dem Gallus-Viertel stammenden Frankfurter FC 1902 und benannte sich in Frankfurter FV Amicitia und 1902 um.
In Bockenheim waren im Jahr 1901 neben dem FV Amicitia mit der FVgg 01 und dem FC Germania zwei weitere Vereine entstanden. Beide fusionierten am 5. Juli 1912 zur Bockenheimer FVgg Germania 1901. Nach dem Ersten Weltkrieg schlossen sich der FV Amicitia und 1902 und die FVgg Germania 1901 zusammen, daraus entstand am 26. August 1919 der VfR 1901 Frankfurt. 1926 nahm der Verein erstmals die Farben Rot und Weiß in den Vereinsnamen auf. Der SC Rot Weiß Frankfurt entstand durch die Fusion mit dem FC Helvetia 1902 Bockenheim. Die Helvetia war 1902 gegründet worden, von 1914 bis 1924 die Fußballabteilung Helvetia der Bockenheimer TG und anschließend nach der „reinlichen Scheidung“ als FC Helvetia ein eigenständiger Verein.
Am 14. April 1935 fusionierte der SC Rot-Weiß mit der Reichsbahn TuSG 1901 Frankfurt zum Reichsbahn TSV Rot-Weiß Frankfurt. Kriegsbedingt schloss sich Rot-Weiß 1944 mit dem VfL Rödelheim zu einer Kriegsspielgemeinschaft unter den Namen KSG Rödelheim/Rot-Weiß Frankfurt zusammen. Nach der Auflösung zum 8. Mai 1945 und der anschließenden Neugründung als SG Bockenheim trat der Verein ab dem 13. Januar 1946 unter dem heutigen Namen SG Rot-Weiss Frankfurt auf.

### Übersicht
| (1. Bockenheimer FC 1899) Anfang 1902 aufgelöst |                                               |                                               |                                               |                                               |                                               |                                               |                                               |                                               |                                               |                              |                              |                                          |                                          |                                          |                                          |                                          |                                          |                             |                             |                                                       |                                                      |                                                      |                                                      |                                                      |                                                      |                                 |                                 |                                 |                                 |  |  |                                                    |                                                    |                                                    |                                                    |                                                    |                                                    |  |  |  |  |  |  |  |  |  |  |  |  |  |  |  |  |  |  |  |  |  |  |  |  |  |  |  |  |  |  |
|                                                 |                                               |                                               |                                               |                                               |                                               |                                               |                                               |                                               |                                               |                              |                              |                                          |                                          |                                          |                                          |                                          |                                          |                             |                             |                                                       |                                                      |                                                      |                                                      |                                                      |                                                      |                                 |                                 |                                 |                                 |  |  |                                                    |                                                    |                                                    |                                                    |                                                    |                                                    |  |  |  |  |  |  |  |  |  |  |  |  |  |  |  |  |  |  |  |  |  |  |  |  |  |  |  |  |  |  |
| FV Amicitia 1901 Bockenheim (* 11. Nov. 1901)   | FV Amicitia 1901 Bockenheim (* 11. Nov. 1901) | FV Amicitia 1901 Bockenheim (* 11. Nov. 1901) | FV Amicitia 1901 Bockenheim (* 11. Nov. 1901) | FV Amicitia 1901 Bockenheim (* 11. Nov. 1901) | FV Amicitia 1901 Bockenheim (* 11. Nov. 1901) |                                               |                                               | Frankfurter FC 1902 (* 1902)                  | Frankfurter FC 1902 (* 1902)                  | Frankfurter FC 1902 (* 1902) | Frankfurter FC 1902 (* 1902) | Frankfurter FC 1902 (* 1902)             | Frankfurter FC 1902 (* 1902)             |                                          |                                          | FVgg 01 Bockenheim (* 1901)              | FVgg 01 Bockenheim (* 1901)              | FVgg 01 Bockenheim (* 1901) | FVgg 01 Bockenheim (* 1901) | FVgg 01 Bockenheim (* 1901)                           | FVgg 01 Bockenheim (* 1901)                          |                                                      |                                                      | FC Germania Bockenheim (* 1901)                      | FC Germania Bockenheim (* 1901)                      | FC Germania Bockenheim (* 1901) | FC Germania Bockenheim (* 1901) | FC Germania Bockenheim (* 1901) | FC Germania Bockenheim (* 1901) |  |  | FC Helvetia Bockenheim (* 1902)                    | FC Helvetia Bockenheim (* 1902)                    | FC Helvetia Bockenheim (* 1902)                    | FC Helvetia Bockenheim (* 1902)                    | FC Helvetia Bockenheim (* 1902)                    | FC Helvetia Bockenheim (* 1902)                    |  |  |  |  |  |  |  |  |  |  |  |  |  |  |  |  |  |  |  |  |  |  |  |  |  |  |  |  |  |  |
| FV Amicitia 1901 Bockenheim (* 11. Nov. 1901)   | FV Amicitia 1901 Bockenheim (* 11. Nov. 1901) | FV Amicitia 1901 Bockenheim (* 11. Nov. 1901) | FV Amicitia 1901 Bockenheim (* 11. Nov. 1901) | FV Amicitia 1901 Bockenheim (* 11. Nov. 1901) | FV Amicitia 1901 Bockenheim (* 11. Nov. 1901) |                                               |                                               | Frankfurter FC 1902 (* 1902)                  | Frankfurter FC 1902 (* 1902)                  | Frankfurter FC 1902 (* 1902) | Frankfurter FC 1902 (* 1902) | Frankfurter FC 1902 (* 1902)             | Frankfurter FC 1902 (* 1902)             |                                          |                                          | FVgg 01 Bockenheim (* 1901)              | FVgg 01 Bockenheim (* 1901)              | FVgg 01 Bockenheim (* 1901) | FVgg 01 Bockenheim (* 1901) | FVgg 01 Bockenheim (* 1901)                           | FVgg 01 Bockenheim (* 1901)                          |                                                      |                                                      | FC Germania Bockenheim (* 1901)                      | FC Germania Bockenheim (* 1901)                      | FC Germania Bockenheim (* 1901) | FC Germania Bockenheim (* 1901) | FC Germania Bockenheim (* 1901) | FC Germania Bockenheim (* 1901) |  |  | FC Helvetia Bockenheim (* 1902)                    | FC Helvetia Bockenheim (* 1902)                    | FC Helvetia Bockenheim (* 1902)                    | FC Helvetia Bockenheim (* 1902)                    | FC Helvetia Bockenheim (* 1902)                    | FC Helvetia Bockenheim (* 1902)                    |  |  |  |  |  |  |  |  |  |  |  |  |  |  |  |  |  |  |  |  |  |  |  |  |  |  |  |  |  |  |
|                                                 |                                               |                                               |                                               |                                               |                                               |                                               |                                               |                                               |                                               |                              |                              |                                          |                                          |                                          |                                          |                                          |                                          |                             |                             |                                                       |                                                      |                                                      |                                                      |                                                      |                                                      |                                 |                                 |                                 |                                 |  |  |                                                    |                                                    |                                                    |                                                    |                                                    |                                                    |  |  |  |  |  |  |  |  |  |  |  |  |  |  |  |  |  |  |  |  |  |  |  |  |  |  |  |  |  |  |
|                                                 |                                               |                                               |                                               | Fusion 1909: Frankfurter FV Amicitia und 1902 | Fusion 1909: Frankfurter FV Amicitia und 1902 | Fusion 1909: Frankfurter FV Amicitia und 1902 | Fusion 1909: Frankfurter FV Amicitia und 1902 | Fusion 1909: Frankfurter FV Amicitia und 1902 | Fusion 1909: Frankfurter FV Amicitia und 1902 |                              |                              |                                          |                                          |                                          |                                          |                                          |                                          |                             |                             | Fusion 5. Juli 1912: Bockenheimer FVgg Germania 1901  | Fusion 5. Juli 1912: Bockenheimer FVgg Germania 1901 | Fusion 5. Juli 1912: Bockenheimer FVgg Germania 1901 | Fusion 5. Juli 1912: Bockenheimer FVgg Germania 1901 | Fusion 5. Juli 1912: Bockenheimer FVgg Germania 1901 | Fusion 5. Juli 1912: Bockenheimer FVgg Germania 1901 |                                 |                                 |                                 |                                 |  |  | F.A. Helvetia der Bockenheimer TG (1914-März 1924) | F.A. Helvetia der Bockenheimer TG (1914-März 1924) | F.A. Helvetia der Bockenheimer TG (1914-März 1924) | F.A. Helvetia der Bockenheimer TG (1914-März 1924) | F.A. Helvetia der Bockenheimer TG (1914-März 1924) | F.A. Helvetia der Bockenheimer TG (1914-März 1924) |  |  |  |  |  |  |  |  |  |  |  |  |  |  |  |  |  |  |  |  |  |  |  |  |  |  |  |  |  |  |
|                                                 |                                               |                                               |                                               | Fusion 1909: Frankfurter FV Amicitia und 1902 | Fusion 1909: Frankfurter FV Amicitia und 1902 | Fusion 1909: Frankfurter FV Amicitia und 1902 | Fusion 1909: Frankfurter FV Amicitia und 1902 | Fusion 1909: Frankfurter FV Amicitia und 1902 | Fusion 1909: Frankfurter FV Amicitia und 1902 |                              |                              |                                          |                                          |                                          |                                          |                                          |                                          |                             |                             | Fusion 5. Juli 1912: Bockenheimer FVgg Germania 1901  | Fusion 5. Juli 1912: Bockenheimer FVgg Germania 1901 | Fusion 5. Juli 1912: Bockenheimer FVgg Germania 1901 | Fusion 5. Juli 1912: Bockenheimer FVgg Germania 1901 | Fusion 5. Juli 1912: Bockenheimer FVgg Germania 1901 | Fusion 5. Juli 1912: Bockenheimer FVgg Germania 1901 |                                 |                                 |                                 |                                 |  |  | F.A. Helvetia der Bockenheimer TG (1914-März 1924) | F.A. Helvetia der Bockenheimer TG (1914-März 1924) | F.A. Helvetia der Bockenheimer TG (1914-März 1924) | F.A. Helvetia der Bockenheimer TG (1914-März 1924) | F.A. Helvetia der Bockenheimer TG (1914-März 1924) | F.A. Helvetia der Bockenheimer TG (1914-März 1924) |  |  |  |  |  |  |  |  |  |  |  |  |  |  |  |  |  |  |  |  |  |  |  |  |  |  |  |  |  |  |
|                                                 |                                               |                                               |                                               |                                               |                                               |                                               |                                               |                                               |                                               |                              |                              |                                          |                                          |                                          |                                          |                                          |                                          |                             |                             |                                                       |                                                      |                                                      |                                                      |                                                      |                                                      |                                 |                                 |                                 |                                 |  |  |                                                    |                                                    |                                                    |                                                    |                                                    |                                                    |  |  |  |  |  |  |  |  |  |  |  |  |  |  |  |  |  |  |  |  |  |  |  |  |  |  |  |  |  |  |
|                                                 |                                               |                                               |                                               |                                               |                                               |                                               |                                               |                                               |                                               |                              |                              | Fusion 26. Aug. 1919: VfR 1901 Frankfurt | Fusion 26. Aug. 1919: VfR 1901 Frankfurt | Fusion 26. Aug. 1919: VfR 1901 Frankfurt | Fusion 26. Aug. 1919: VfR 1901 Frankfurt | Fusion 26. Aug. 1919: VfR 1901 Frankfurt | Fusion 26. Aug. 1919: VfR 1901 Frankfurt |                             |                             |                                                       |                                                      |                                                      |                                                      |                                                      |                                                      |                                 |                                 |                                 |                                 |  |  | FC Helvetia 1902 Bockenheim                        | FC Helvetia 1902 Bockenheim                        | FC Helvetia 1902 Bockenheim                        | FC Helvetia 1902 Bockenheim                        | FC Helvetia 1902 Bockenheim                        | FC Helvetia 1902 Bockenheim                        |  |  |  |  |  |  |  |  |  |  |  |  |  |  |  |  |  |  |  |  |  |  |  |  |  |  |  |  |  |  |
|                                                 |                                               |                                               |                                               |                                               |                                               |                                               |                                               |                                               |                                               |                              |                              | Fusion 26. Aug. 1919: VfR 1901 Frankfurt | Fusion 26. Aug. 1919: VfR 1901 Frankfurt | Fusion 26. Aug. 1919: VfR 1901 Frankfurt | Fusion 26. Aug. 1919: VfR 1901 Frankfurt | Fusion 26. Aug. 1919: VfR 1901 Frankfurt | Fusion 26. Aug. 1919: VfR 1901 Frankfurt |                             |                             |                                                       |                                                      |                                                      |                                                      |                                                      |                                                      |                                 |                                 |                                 |                                 |  |  | FC Helvetia 1902 Bockenheim                        | FC Helvetia 1902 Bockenheim                        | FC Helvetia 1902 Bockenheim                        | FC Helvetia 1902 Bockenheim                        | FC Helvetia 1902 Bockenheim                        | FC Helvetia 1902 Bockenheim                        |  |  |  |  |  |  |  |  |  |  |  |  |  |  |  |  |  |  |  |  |  |  |  |  |  |  |  |  |  |  |
|                                                 |                                               |                                               |                                               |                                               |                                               |                                               |                                               |                                               |                                               |                              |                              |                                          |                                          |                                          |                                          |                                          |                                          |                             |                             |                                                       |                                                      |                                                      |                                                      |                                                      |                                                      |                                 |                                 |                                 |                                 |  |  |                                                    |                                                    |                                                    |                                                    |                                                    |                                                    |  |  |  |  |  |  |  |  |  |  |  |  |  |  |  |  |  |  |  |  |  |  |  |  |  |  |  |  |  |  |
|                                                 |                                               |                                               |                                               |                                               |                                               |                                               |                                               |                                               |                                               |                              |                              |                                          |                                          |                                          |                                          |                                          |                                          |                             |                             | Fusion 1926: SC Rot Weiß Frankfurt                    |                                                      |                                                      |                                                      |                                                      |                                                      |                                 |                                 |                                 |                                 |  |  |                                                    |                                                    |                                                    |                                                    |                                                    |                                                    |  |  |  |  |  |  |  |  |  |  |  |  |  |  |  |  |  |  |  |  |  |  |  |  |  |  |  |  |  |  |
|                                                 |                                               |                                               |                                               |                                               |                                               |                                               |                                               |                                               |                                               |                              |                              | Beitritt 1935: Reichsbahn TuSG 1901      |                                          |                                          |                                          |                                          |                                          |                             |                             |                                                       |                                                      |                                                      |                                                      |                                                      |                                                      |                                 |                                 |                                 |                                 |  |  |                                                    |                                                    |                                                    |                                                    |                                                    |                                                    |  |  |  |  |  |  |  |  |  |  |  |  |  |  |  |  |  |  |  |  |  |  |  |  |  |  |  |  |  |  |
|                                                 |                                               |                                               |                                               |                                               |                                               |                                               |                                               |                                               |                                               |                              |                              |                                          |                                          |                                          |                                          |                                          |                                          |                             |                             |                                                       |                                                      |                                                      |                                                      |                                                      |                                                      |                                 |                                 |                                 |                                 |  |  |                                                    |                                                    |                                                    |                                                    |                                                    |                                                    |  |  |  |  |  |  |  |  |  |  |  |  |  |  |  |  |  |  |  |  |  |  |  |  |  |  |  |  |  |  |
|                                                 |                                               |                                               |                                               |                                               |                                               |                                               |                                               |                                               |                                               |                              |                              |                                          |                                          |                                          |                                          |                                          |                                          |                             |                             | Reichsbahn TSV Rot-Weiß Frankfurt                     |                                                      |                                                      |                                                      |                                                      |                                                      |                                 |                                 |                                 |                                 |  |  |                                                    |                                                    |                                                    |                                                    |                                                    |                                                    |  |  |  |  |  |  |  |  |  |  |  |  |  |  |  |  |  |  |  |  |  |  |  |  |  |  |  |  |  |  |
|                                                 |                                               |                                               |                                               |                                               |                                               |                                               |                                               |                                               |                                               |                              |                              |                                          |                                          |                                          |                                          |                                          |                                          |                             |                             |                                                       |                                                      |                                                      |                                                      |                                                      |                                                      |                                 |                                 |                                 |                                 |  |  |                                                    |                                                    |                                                    |                                                    |                                                    |                                                    |  |  |  |  |  |  |  |  |  |  |  |  |  |  |  |  |  |  |  |  |  |  |  |  |  |  |  |  |  |  |
|                                                 |                                               |                                               |                                               |                                               |                                               |                                               |                                               |                                               |                                               |                              |                              |                                          |                                          |                                          |                                          |                                          |                                          |                             |                             | SG Rot-Weiss Frankfurt (Neugründung am 13. Jan. 1946) |                                                      |                                                      |                                                      |                                                      |                                                      |                                 |                                 |                                 |                                 |  |  |                                                    |                                                    |                                                    |                                                    |                                                    |                                                    |  |  |  |  |  |  |  |  |  |  |  |  |  |  |  |  |  |  |  |  |  |  |  |  |  |  |  |  |  |  |

## Sportliche Entwicklung

### Abschneiden der Vorgängervereine (bis 1926)
Die zahlreichen Vorgängervereine des Vereins traten bis zum Ende des Ersten Weltkrieges überregional kaum in Erscheinung. Der FV Amicitia schloss sich bald nach seiner Gründung dem Süddeutschen Fußball-Verband an und gehörte 1903/04 der obersten Spielklasse im Westmaingau des Nordkreises an, die seinerzeit neu eingeführt wurde. Amicitia konnte sich lange in der höchsten Spielklasse halten, aber nur ein Mal (1906/07) für eine überregionale Endrunde qualifizieren. Auch nach der Fusion mit dem FC 1902 reichte es zu nicht mehr als einem Mittelfeldplatz in der Nordkreisliga. Die anderen Vorgängervereine spielten zeitweise ebenfalls in der höchsten Spielklasse, zu einer Qualifikation für die süddeutsche Endrunde reichte es aber nie. Daran änderte sich nach dem Krieg und dem Zusammenschluss von Amicitia und Germania zum VfR 01 Frankfurt zunächst wenig, durch eine Ligareform nach der Saison 1922/23 stieg der VfR gar aus der obersten Spielklasse ab.

### Erste Erfolge als „SC Rot-Weiß“ und Fusion mit den „Reichsbahnern“ (1926–1945)
Nach der Fusion zum SC Rot-Weiß Frankfurt 1926 hatte der Verein seine Glanzzeit und forderte die Eintracht und den FSV um die Vormachtstellung in Frankfurt heraus. In den Spielzeiten 1929/30 und 1930/31 erreichte Rot-Weiss Platz 2 in der Bezirksliga Main, jeweils hinter Eintracht Frankfurt, und zog in die Endrunde um die Süddeutsche Meisterschaft ein.
1929 schloss sich der Schweizer Nationalspieler und Silbermedaillengewinner bei Olympia 1924 Robert Pache vom FSV kommend dem Verein an. Der war aber bald in einen Kokain- und Kuppeleiskandal involviert, der ihn zeitweise ins Gefängnis brachte. 1932 folgte noch mehr Ungemach als sich der Verein Untersuchungen wegen Verstößen gegen das Amateurstatut ausgesetzt sah. Er wurde überführt, seine Spieler bezahlt zu haben, was damals in einer Zeit des blühenden Scheinamateurismus durchaus üblich war.
Betroffen waren alle Stars der Mannschaft, allen voran der Nationaltormann Willibald Kreß, ein echter Bockenheimer, der 1929 erstmals in die deutsche Nationalmannschaft berufen wurde, dessen Schwager Anton Engelhardt und der Mittelläufer Fritz Engel, ein Spieler dem Pache „große Klasse“ beschied.
Über den Hintergrund dieser Affäre kursieren zwei Versionen: Nach der einen sollen er und seine Mitspieler bei Rot-Weiß Frankfurt für eine höhere Aufwandsentschädigung gestreikt haben; nach der anderen hatte sein Verein sich verpflichtet, bei Freundschaftsspielen mit Kreß anzutreten, und musste, nachdem der wegen einer Diphtherie nicht mit auflaufen konnte, an den gegnerischen Klub 1.000 RM Vertragsstrafe bezahlen, was der DFB – nicht ganz unlogisch – so interpretierte, dass Rot-Weiss normalerweise mindestens 1.000 RM Antrittsprämie bekommen und einen Teil davon verbotenerweise an seine Spieler weitergegeben hätte.
Kreß, Engel und Engelhardt versuchten ihre Profikarriere beim Elsässer Meister FC Mulhouse in Frankreich fortzusetzen. Dort bereitete der Österreicher Ferdinand Swatosch – der sich selbst wenige Jahre zuvor bei der Kölner SpVgg Sülz 07 gegen die deutschen Amateurbestimmungen versündigte und gesperrt wurde – die Mannschaft auf die erste Saison der professionellen Ära in Frankreich vorbereitete.
Am 13. August 1932 waren die drei dabei, als die Profimannschaft des FC Mulhouse mit einem 2:2-Sieg gegen eine Auswahl aus dem badischen Freiburg ihren Einstand gab. Am 6. August folgte ein 8:0-Sieg gegen den deutschen Zweitligisten FV Lörrach und am 20. August ein 5:2 gegen AS Straßburg. Am 27. August 1932 spielte Kreß zusammen mit Engel und Engelhardt in einem Freundschaftsspiel gegen den FC Sochaux, das 3:3 endete. Vor dem ersten Ligaspiel der Saison am 12. September verweigerte der DFB endgültig die Freigabe der deutschen Profis. Willibald Kreß' Posten im Tor wurde durch den vom FC Barcelona gekommenen ungarischen Stareinser Ferenc Plattkó eingenommen, der im November auch Ferdl Swatosch als Spielertrainer ablösen sollte, der aber den Abstieg der Mülhauser nicht zu verhindern vermochte.
Ende September sprach der DFB sein Urteil in der Angelegenheit. Der Vereinspräsident von Rot-Weiss Frankfurt Paul Hahn wurde auf Lebenszeit gesperrt, zwei weitere Funktionäre auf eine schwarze Liste gesetzt. Der spätere Nationalspieler Willi Rutz wurde für drei Jahre, Fritz Engel für zwei Jahre gesperrt. Willibald Kreß und Anton Engelhardt kamen mit eineinhalb Jahren davon und Karl Strehle und Richard Scholz traf es mit achtmonatigen Sperren nur relativ glimpflich.
Die drei deutschen kamen am 5. Oktober noch einmal bei einem 1:1 in einem Privatspiel bei FC Young Fellows Zürich zum Einsatz.
Kreß fand nach Begnadigung durch den DFB Ende Juli 1933, wirksam per Ende September, auf Vermittlung des auch mit den Amateurbestimmungen in Konflikt geratenen Richard Hofmann beim Dresdner SC eine neue Wirkungsstätte. Fritz Engel setzte seine Profikarriere bei den Grasshopper Club Zürich fort, ehe er nach Brasilien weiterzog und dort indirekt nachhaltigen Einfluss auf den dortigen Fußball ausüben sollte. Der weitere Weg von Anton Engelhardt bleibt zu eruieren. Möglicherweise fand er beim SV Darmstadt 98 eine neue Bleibe.
Der SC Rot-Weiß rutschte danach nicht nur in den Meisterschaftsrunden ab – als 1933 die Gauligen als neue höchste Spielklasse eingeführt wurden, blieben er sogar ganz außen vor; darüber hinaus geriet der Verein in ernsthafte wirtschaftliche Schwierigkeiten.
Nicht zuletzt deshalb fusionierte der SC Rot-Weiß am 14. April 1935 mit dem Betriebssportverein der Reichsbahner, der RTSG, zum Reichsbahn-TSV Rot-Weiß, dem mit nun über 3500 Mitgliedern größten Sportverein Frankfurts. Neben den Boxern, den Handballern und den Hockeyspielern machten bald auch die Fußballer des Großvereins überregional auf sich aufmerksam. Seit 1936 von dem aus Dresden stammenden Trainer Sepp Kretschmann betreut, stieg die Elf um Gauauswahl-Torwart Jakob Remmert zur Runde 1938/39 in die Gauliga Südwest/Mainhessen auf, in der man sich bis zur kriegsbedingten Einstellung des Spielbetriebes 1944 halten konnte. In diese Zeit fiel auch die Errichtung und am 13. Oktober 1940 der Bezug des neuen, 20.000 Zuschauer fassenden Stadions am Brentanobad, da das bestehende Areal an der Festhalle wegen des Ausbaus des Messegeländes geräumt werden musste. In den Kriegsjahren waren vor allem die Wettbewerbe im Vorläufer des DFB-Pokals, dem Tschammerpokal, die sportlichen Höhepunkte: 1940 gelang mit einem 3:2-Sieg nach Verlängerung beim SV Waldhof Mannheim eine echte Pokalsensation und Rot-Weiß scheiterte erst in der dritten Runde am späteren Pokalsieger Dresdner SC. Im Jahr darauf, 1941, schaltete man in der ersten Schlussrunde immerhin den amtierenden Mittelrhein-Meister VfL 99 Köln aus.

### Von der Oberliga in die unteren Klassen (1946–1979)
Nach dem Zweiten Weltkrieg und der damit verbundenen Auflösung aller Vereine wurde das Bündnis mit den Eisenbahnern nicht erneuert, auch wenn in den Nachkriegsjahren weiterhin ein großer Teil der Spieler bei der Reichsbahn, dem traditionell größten Arbeitgeber in Bockenheim, angestellt war. Die Mannschaft trat zunächst als SG Bockenheim an, am 13. Januar 1946 erfolgte die Neugründung unter dem bis heute gültigen Namen SG Rot-Weiss Frankfurt. 1947/48 spielte Rot-Weiss ein Jahr lang in der Oberliga Süd, der damals höchsten Spielklasse, konnte dort aber mit den wirtschaftlich weit besser gestellten Vereinen nicht mithalten. In dieser Spielzeit wurde der bis heute noch gültige Besucherrekord im Stadion am Brentanobad aufgestellt, als 20.000 Zuschauer das Heimspiel gegen den 1. FC Nürnberg sehen wollten. Die Saison wurde mit Platz 18 abgeschlossen, was den sofortigen Wiederabstieg bedeutete.
Der Verein kehrte seitdem nicht mehr in die Erstklassigkeit zurück, 1954 stieg man sogar in die 2. Amateurliga und damit in die Viertklassigkeit ab. In der Saison 1968/69 kehrte Rot-Weiss mit dem Aufstieg in die Regionalliga Süd immerhin noch einmal für eine Saison in die Zweitklassigkeit zurück, blieb dort aber trotz mehrerer namhafter Verstärkungen und Amateurnationalspieler Hans-Peter Schauber im Tor chancenlos und stieg als Tabellenletzter umgehend wieder in die Hessenliga ab. Durch die in Spielerverpflichtungen getätigten Investitionen und den unter den Erwartungen gebliebenen Zuschauereinnahmen geriet der letztmalige Ausflug in den höherklassigen Fußball aus wirtschaftlicher Sicht zum Fiasko, mit dessen Folgen der Verein noch einige Jahre zu kämpfen hatte. Abgesehen vom Gewinn des Hessenpokals in den Jahren 1971 und 1974 verliefen die folgenden Spielzeiten sportlich und wirtschaftlich dementsprechend bescheiden, in den Jahren 1975 und 1978 konnte man den Klassenerhalt sogar erst in der Relegation sichern. 1979 war der Schuldenberg aus Regionalligazeiten noch immer nicht abgetragen, als die Mannschaft erneut in die Viertklassigkeit abstieg.

### Rückkehr ins Amateur-Oberhaus (seit 1980)
Mit der Qualifikation für den DFB-Pokal 1980/81 und dem Vorstoß in die dritte Hauptrunde machte der Viertligist Rot-Weiss auch wieder überregional auf sich aufmerksam. Mit dem Hamburger SV erwischte man ein Traumlos, allerdings musste man im Volksparkstadion antreten und kassierte dort eine deftige 0:11-Niederlage. 1983 bis 1985 und erneut 1986 gelang die Rückkehr in die Hessenliga. Unter dem Finanzexperten Wolfgang Steubing als Vorsitzendem rief der Verein zum Ende der 1980er Jahre das Ziel „2. Bundesliga“ aus. Steubing sorgte mit seinen Kontakten zur Finanzwelt dafür, dass wieder Geld für Verstärkungen vorhanden war, bald sprach man gar vom „Champagnerclub“ Rot-Weiss. Es folgten erfolgreiche, aber auch turbulente Jahre. Bereits in der Saison 1986/87 nach dem Wiederaufstieg ins hessische Oberhaus ging Rot-Weiss als „Geheimfavorit“ ins Rennen, am Ende belegte man immerhin Platz 4. 1987/88 übernahm Ramon Berndroth das Training, und nach elf Spielen stand die Mannschaft mit 20:2 Punkten an der Spitze der Hessenliga, woran sich allerdings eine Schwächephase anschloss, so dass am Ende erneut nur Platz 4 heraussprang. Anschließend wurden der ehemalige Eintracht-Profi Armin Kraaz und der Trainer Dragoslav Stepanović verpflichtet, doch auch dem „Serbo-Hessen“ gelang es nicht auf Anhieb, die Bockenheimer Aufstiegsträume zu erfüllen. Erst 1990 wurde Rot-Weiss, verstärkt durch den Torjäger Oliver Roth und den Sindlinger Jürgen Klopp, die sich schnell zu Leistungsträgern entwickelten, zum zweiten Mal nach 1968 Hessenmeister; die Mannschaft qualifizierte sich damit für die Aufstiegsrunde zur 2. Bundesliga. Das große Ziel wurde allerdings verfehlt; nach dem 1:1 im Auftaktspiel gegen den 1. FC Schweinfurt 05 folgte in den übrigen fünf Spielen kein weiterer Punktgewinn.
Das Jahr 1990 markierte einen weiteren Wendepunkt in der Vereinsgeschichte. In der Spielzeit nach der Meisterschaft erreichte die Mannschaft nur Platz 2 hinter Hessen Kassel. Stepanović hatte den Verein bereits im Winter überraschend verlassen und war zu Eintracht Trier gewechselt. 1992/93 spielte Rot-Weiss erstmals seit dem Wiederaufstieg keine Rolle mehr im Titelrennen der Hessenliga, und mit Wolfgang Steubing verließ nun auch der Initiator des vorübergehenden Aufschwungs den Verein. 1994 konnte sich Rot-Weiss zwar noch für die neue dritte Spielklasse, die Regionalliga Süd, qualifizieren, daran schlossen sich aber drei Abstiege in Folge und damit der Absturz in die Bezirksliga an. Erst nach elfjähriger Abstinenz kehrten die „Roten“ zur Saison 2007/08 wieder in die Oberliga Hessen zurück. 2012 stiegen sie wieder in die Verbandsliga ab, 2015 erfolgte der Wiederaufstieg in die Hessenliga. Die Saison 2015/16 schloss man in der Hessenliga als Zweiter ab, womit man sich für die Aufstiegsrunde zur Regionalliga Südwest qualifizierte. Dort setzte sich jedoch der FC Nöttingen durch. Von Oktober bis Dezember 2017 war kurzzeitig Mario Basler Trainer des Vereins. Nach der Saison 2017/18 stieg der RW Frankfurt als Drittletzter in die Verbandsliga Hessen ab, in der er bis heute spielt. In der Saison 2018/19 wurde in der Staffel Sü+d der 9. Platz erreicht. Die Saison 2019/20 wurde nach 22 Spieltagen wegen der COVID-19-Pandemie abgebrochen und der Verein belegte den 13. Platz. Auch die Saison 2020/21 wurde Ende März 2021 abgebrochen und der 11. Platz erreicht.

## Spielstätte
Im Stadion am Brentanobad trägt Rot-Weiss seine Heimspiele aus. Nach der Errichtung im Jahr 1940 fasste das Stadion rund 20.000 Zuschauer. 1992 erfolgte ein kompletter Neubau und seit der letzten Renovierung 2015 bietet das Stadion 5.650 Zuschauern Platz. Im Zuge dessen wurde eine neue Flutlichtanlage mit 500 Lux installiert, ein neues Funktionsgebäude errichtet und die Zahl der Sitzplätze erhöht. Zudem wurden zwei neue Kunstrasenplätze gebaut.

## Trainer
- Dragoslav Stepanović (1988–1990)
- Slobodan Komljenović (2018–2020)

## Bekannte Spieler
- Willibald Kreß, zunächst für den VfR 01 und nach der Fusion bis 1932 für den SC Rot-Weiß aktiv, bestritt als Torwart ab 1929 insgesamt 16 Länderspiele, davon 12 während seiner Frankfurter Zeit
- Hans-Peter Schauber, Torhüter der Regionalligasaison 1968/69, wurde später Amateurnationalspieler
- Ernst Abbé, Ex-Bundesligaprofi bei Eintracht Frankfurt, spielte von 1971 bis 1974 bei Rot-Weiss
- Alexander Schur, von 1988 bis 1994 im Verein aktiv, spielte ab 1995 für Eintracht Frankfurt und wurde später Kapitän des Bundesligisten
- Jürgen Klopp spielte in der Saison 1989/90 für Rot-Weiss und wechselte anschließend zu Mainz 05
- Armin Kraaz kam 1988 von Eintracht Frankfurt und spielte bis 1996 bei Rot-Weiss
- Tim Kister, von 2007 bis 2010 bei Rot-Weiss, anschließend Drittligaspieler bei Dynamo Dresden und dem VfR Aalen
- Aymen Barkok, in der Jugend bei Rot-Weiss, Bundesligaspieler bei Eintracht Frankfurt und Mainz 05
- René Schlichting, Jugendnationalspieler, kam von Eintracht Frankfurt, spielte von 1989 bis 1990 für Rot-Weiss, wechselte anschließend zu Viktoria Aschaffenburg
- Herbert Hoos, kam vom 1. FC Kaiserslautern, spielte dort von 1982 bis 1990 in der Bundesliga
- Abdelhamid Sabiri, marokkanischer Nationalspieler, Teilnehmer an der Weltmeisterschaft 2022, spielte als Jugendlicher bei Rot-Weiss
- Henok Teklab, wurde bis 2015 in der Jugend von Rot-Weiss ausgebildet und spielte in der Saison 2017–18 für die Herrenmannschaft